# Чжоу Цзиши, Иосиф
Иосиф Чжоу Цзиши (кит. 周濟世; 23 января 1892 год, Китай — 1972 год, Наньчан, Китай) — католический прелат, епископ Баодина с 11 апреля 1946 года по 18 июля 1946 год, первый архиепископ Наньчана с 18 июля 1946 год по 1972 год, член монашеского ордена лазаристов.

## Биография
В 1915 году вступил в монашеский орден лазаристов. 29 июня 1919 года был рукоположён в священника.
26 марта 1931 года Римский папа Пий XI назначил его апостольским викарием апостольского викариата Баотинфу и титулярным епископом Крации. 2 августа 1931 года состоялось рукоположение Иосифа Чжоу Цзиши. 11 апреля 1946 года апостольский викариат Батинфу был преобразован в епархию и Иосиф Чжоу Цзиши стал первым епископом этой епархии. 18 июля 1946 года Римский папа Пий XII назначил Иосифа Чжоу Цзиши первым архиепископом Наньчана.
Пропал без вести в 1972 году во время культурной революции. Точная дата смерти и место смерти не известны.